# La Vega (province)
Pour les articles homonymes, voir La Vega.
La Vega est l'une des 32 provinces de la République dominicaine. Son chef-lieu est Concepción de La Vega (aussi appelé La Vega). Elle est limitée par neuf provinces (dans le sens horaire) : Santiago, Espaillat, Salcedo, Duarte, Sánchez Ramírez, Monseñor Nouel, San José de Ocoa, Azua et San Juan.